# Tuful de la Valea Uzului
Tuful de la Valea Uzului este  un monument al naturii cu statut de rezervație naturală de categorie III IUCN, situată pe teritoriul administrativ al orașului Dărmănești din județul Bacău.
Se află pe valea Uzului, în amonte de lacul Poiana Uzului, între acesta și primul pod rutier prin care DJ123 traversează râul Uz.